# Eduardo Frei Montalva
Eduardo Frei Montalva, né le 16 janvier 1911 à Santiago au Chili, et mort assassiné le 22 janvier 1982 dans la même ville, est un homme d'État chilien, président de la république du Chili de 1964 à 1970 et leader de la Démocratie chrétienne. 
Il met en œuvre un programme important de réformes structurelles. Par la suite, il s'oppose à la politique socialiste d'Allende, puis il devient un opposant résolu à la dictature militaire d'Augusto Pinochet, établie après le coup d’État de 1973. Il meurt en 1982. La cause officielle de son décès est une septicémie, mais les services de Pinochet ont été accusés de l'avoir empoisonné.
Son fils aîné, Eduardo Frei Ruiz-Tagle, est président de 1994 à 2000.

## Biographie

### Formation
Eduardo Frei Montalva est le fils d'Eduardo Frei Schiling, né en Suisse et arrivé au Chili à l'âge de 24 ans. En 1919, il va au Seminario Conciliar de Santiago, puis à l’Instituto de Humanidades Luis Campino de la Iglesia Católica. Il étudie le droit à l'université pontificale catholique du Chili grâce à une bourse. Il commence sa carrière politique en 1929 à la ANEC (Asociación Nacional de Estudiantes Católicos), et devient avocat en 1933, avec une thèse intitulée Régimen asalariado y su posible abolición (« le régime salarial et sa possible abolition »). À Iquique, il est directeur du journal El Tarapacá.

### Engagement politique
Durant sa jeunesse, il adhère au Parti conservateur, avant de participer à la fondation de la Phalange nationale (FN) dans les années 1930. Corporatiste et salazariste , la FN opère un tournant à gauche à la fin des années 1930, et finit par soutenir le Front populaire, appuyant en 1938 le candidat de gauche Pedro Aguirre Cerda plutôt que le candidat conservateur. 
En 1937, le jeune Eduardo Frei (26 ans) se présente aux législatives (es) à Tarapacá, mais il est battu par le socialiste Carlos Müller Rivera (es).
Il participe, en 1947, à la fondation de l'Organisation démocrate-chrétienne d'Amérique à Montevideo, qui entérine un projet de « troisième voie » entre capitalisme et communisme, collectivisme et individualisme, basé sur le personnalisme, l'humanisme intégral de Jacques Maritain et la doctrine sociale de l'Église. Ministre de 1945 à 1946, plusieurs fois élu sénateur (pour la première fois en 1949 sur les listes de la Phalange nationale), il finit à la troisième place lors de l'élection présidentielle de 1958.

### Président de la république du Chili

#### Élection présidentielle de 1964

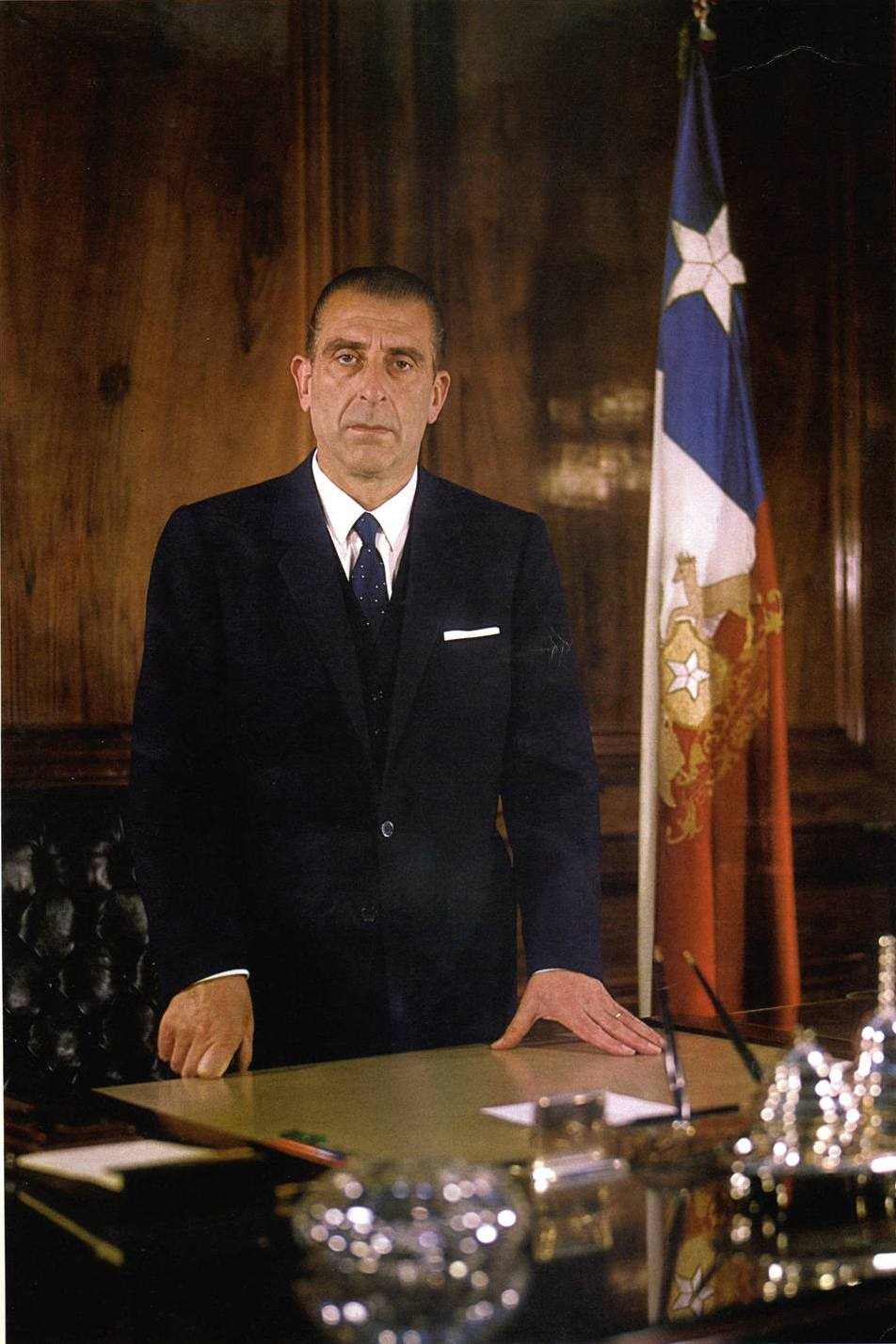
Portrait du président Frei Montalva.

En 1964, il se représente sous la bannière de la Démocratie chrétienne à l'élection présidentielle avec un programme de réformes et un discours humaniste. Frei Montalva gagne avec 55,6 %, bénéficiant d'un report de voix de la droite. Il est élu grâce à sa popularité auprès d'une partie de la jeunesse, et à l'appui des États-Unis qui, dans le cadre de la guerre froide, soutiennent sa campagne antimarxiste contre le candidat de la gauche, le socialiste Salvador Allende (38,6 % des votes). Le président Lyndon B. Johnson avait alloué à la CIA un budget de trois millions de dollars pour assurer  la victoire de Frei Montalva, dont un million et demi seront directement versés à son parti.

#### Politique de réformes
Son programme « Revolución en Libertad » (« la Révolution dans la liberté ») visait à une réforme structurelle du pays à travers la création de coopératives et de nouvelles organisations sociales comme l'aide aux voisins et aux mères. Il voulait améliorer l'économie nationale en aidant les plus pauvres, suivant un modèle keynésien. Ces mesures visent à empêcher l'expansion du communisme dans la région, alors que Cuba avait, une décennie plus tôt, basculé du côté du bloc de l'Est. Eduardo Frei Montalva reste en effet farouchement anticommuniste, soutenu en cela par les États-Unis
La modernisation annoncée de l'économie passe par une réforme agraire qu'il initie et la nationalisation du cuivre, deux réformes importantes poursuivies par son successeur Salvador Allende. Il transforme ainsi le Département du Cuivre, créé en 1955, en Compagnie nationale du cuivre (Codelco), qui rachète plus de la moitié des parts de la mine de Chuquicamata et d'El Salvador à la firme américaine Anaconda Copper, et fait de même pour la mine d'El Teniente tenue par Kennecott (en). Par ailleurs, il soutient l'industrie et promeut l'exportation, tout en accentuant le rôle de Codelco dans l'exportation du cuivre.
Il est partiellement soutenu par les États-Unis, malgré l'opposition au programme de nationalisation du cuivre. Les grands propriétaires s’opposent à la réforme agraire, et quand le gouvernement s’efforce d’en atténuer les effets, ce sont les organisations paysannes et la gauche qui font pression sur le gouvernement. Ces réformes font dire à Maritain qu'il s'agit de la « seule tentative authentique de révolution chrétienne ».
Sous son mandat, le Chili connaît une croissance moyenne de son PIB de 4 %, mais également un taux d'inflation de 26 %.
La pauvreté et les inégalités sociales restent fortes, tandis que des mouvements sociaux sont réprimés. L'opposition de gauche critique le réformisme de Frei, le considérant comme « un nouveau gouvernement de la bourgeoisie au service du capitalisme national et étranger ».

#### Principales mesures
- création du ministère du Logement et construction de 130 000 maisons de type HLM ;
- création d'aides sociales en cas d'accident de travail ;
- création du métro de Santiago du Chili, de l'aéroport international de Santiago, asphaltage de la route panaméricaine ;
- réforme de l'éducation, école gratuite et obligatoire de 6 à 14 ans ;
- réforme agraire, nationalisation partielle dans le secteur minier[4].

#### Difficultés
Parallèlement, l’intervention de l’État dans l’économie augmente de façon substantielle, indisposant le patronat chilien. La droite commence à retirer son appui à la démocratie chrétienne. Le gouvernement courtise alors les catégories sociales défavorisées, provoquant une avalanche de demandes qu’il n’est pas en mesure de satisfaire. Ainsi après avoir réussi à maîtriser l’inflation les deux premières années de son mandat, Frei doit se résoudre à la voir augmenter de 21,9 % en 1967 à 34,9 % en 1970[réf. nécessaire]. Le nombre de grèves passe de 564 en 1964 à 1 819 en 1970[réf. nécessaire].
Au niveau international, il est reçu par le président français Georges Pompidou en 1966, tandis que le MRP envoie des militants observer cette expérience gouvernementale. Par ailleurs, fin 1967, il accepte de libérer les cinq survivants de l'ELN, la guérilla du Che en Bolivie, et les transfère aux Français en leur affrétant un avion pour Tahiti. Enfin, en 1969, il accepte de rétablir les relations diplomatiques avec Cuba, à la grande fureur des États-Unis et, sur place, du chef de station de la CIA, Henry Hecksher. Progressivement, Washington s'inquiète devant ce qu'il considère comme une « dérive à gauche » du président et du Parti démocrate-chrétien, et décide de soutenir Jorge Alessandri, le candidat de droite, lors de la campagne présidentielle de 1970, plutôt que Radomiro Tomic, le candidat démocrate-chrétien.

### Après la présidence

#### Opposition à Allende et soutien au coup d’État
Allende, qui remporte l'élection en 1970 contre la droite et le candidat chrétien-démocrate, voit dans Frei un opposant résolu qui dénonce le risque d'une tyrannie communiste et d'un « projet totalitaire ». Après avoir hésité, Frei n'appuie cependant pas l'idée d'un coup d'État afin de chasser Allende et de revenir au pouvoir grâce à un nouveau scrutin. Mais il dénonce des « violations de la constitution » lors de conférences à Dayton et à New York, ce qui ouvre la voie à l'éventualité d'une action de l'armée. Président du Sénat après les élections de mars 1973, il est le chef de l'opposition à Allende et il fait porter à la Chambre des députés, le 22 août, l'accusation de violation constitutionnelle par son parti. Cela ouvre la voie au coup d’État par l'armée chilienne dirigé par le général Augusto Pinochet qui, le 11 septembre, prend par la force La Moneda où Allende se suicide. Dans un premier temps, Frei soutient le coup d'État, considérant qu'il s'agit du seul moyen de rétablir l'ordre au Chili,. 
En novembre, Frei écrit à Mariano Rumor (président de la Démocratie chrétienne internationale) qu'il avait soutenu l'intervention des forces armées pour empêcher ce qu'il considérait comme la tentative d'Allende pour imposer une dictature communiste au Chili.

#### Désillusion et opposition à Pinochet
Toutefois, il semble qu'il espérait en fait que les militaires permettent l'organisation de nouvelles élections, qui auraient abouti au retour de la démocratie libérale. Il continue de se présenter en recours pour un retour au pouvoir civil, en particulier par ses conférences et livres. Entre 1973 et 1977, invité dans plusieurs pays et conférences (la conférence de l'Atlantique en 1976 par exemple), il publie deux livres politiques El Mandato de la Historia y las Exigencias del Porvenir (« Le mandat de l'histoire et les exigences du futur » - 1975), et América Latina : Opción y Esperanza (« Amérique latine : option et espoir » - 1977) ; il est ensuite membre de la commission Brandt, participe à des rencontres internationales et publie un dernier livre, Le message humaniste. Il s'oppose de plus en plus à Pinochet, finissant dès 1980 par faire ouvertement campagne contre l'allongement de la présidence de Pinochet en 1981.

### Décès et suspicion d'assassinat
Hospitalisé pour  une simple hernie hiatale, il meurt le 22 janvier 1982 officiellement, à la clinique Santa Maria (es) de Santiago alors qu'il y était entré deux mois plus tôt. Eduardo Frei est mort officiellement de septicémie.
En 2000, sa fille, la sénatrice Carmen Frei (en) s'interroge publiquement sur les circonstances de la mort de son père, et, en octobre 2002, elle porte plainte pour assassinat. Une première autopsie pratiquée sur le corps exhumé ne révèle rien, une seconde en 2006 décèle des traces de gaz moutarde et de poison utilisé pour tuer les rats. La justice chilienne soupçonne alors les services secrets de la dictature Pinochet d'avoir assassiné Eduardo Frei, thèse soutenue par l'ancien agent de la CIA et de la DINA, Michael Townley. Le juge Alejandro Madrid arrête six personnes (médecins l'ayant opéré ou autopsié, un employé civil de l'armée, son chauffeur) et en inculpe trois d'assassinat direct. La complicité du chauffeur accusé d'avoir participé à l'assassinat en informant la CNI (successeur de la DINA) qui le rétribuait en échange à hauteur de 50 000 pesos par mois et celle d'Eugenio Berríos (en), biochimiste chilien et concepteur de poisons sophistiqués, travaillant pour la DINA, sont révélées par l'enquête et le 30 janvier 2019, dans une décision de 811 pages, le juge Alejandro Madrid confirme que le décès de l'ancien président était bien un homicide. Six accusés sont tout d'abord condamnés pour meurtre : Patricio Silva Garín (médecin), Luis Becerra Arancibia (chauffeur d'Eduardo Frei Montalva), Raúl Lillo Gutiérrez (ancien agent civil du CNI), Pedro Valdivia Soto (médecin), Helmar Rosenberg Gómez (thanatologue) et Sergio González Bombardiere (thanatologue). De plus, le médecin Patricio Silva Garin, en sa qualité d'auteur du crime, est condamné à 10 ans de prison. Le 18 août 2023, la Cour suprême du Chili estime définitivement que la mort d'Eduardo Frei Montalva n’était pas un assassinat par empoisonnement. Elle confirme ainsi l’acquittement des six personnes condamnées en première instance.